# Keith Carradine
Keith Ian Carradine (ur. 8 sierpnia 1949 w San Mateo) – amerykański aktor, kompozytor, scenarzysta i artysta malarz.
Laureat Oscara 1976 i Złotego Globu 1976 za najlepszą piosenkę oryginalną – „I’m Easy” w dramacie muzycznym Roberta Altmana Nashville (1975). Dwukrotnie nominowany do Tony Award (1991, 2013).
W 1993 otrzymał własną gwiazdę w Alei Gwiazd w Los Angeles znajdującą się przy 6233 Hollywood Boulevard.

## Życiorys

### Wczesne lata
Urodził się w San Mateo Kalifornii jako syn pary aktorskiej – Sonii Sorel (z domu Henius) i Johna Richmonda Reeda. Jego matka była pochodzenia żydowskiego, duńskiego, niemieckiego i szwajcarskiego, a ojciec miał korzenie angielskie, irlandzkie i duńskie. Pradziadek jego matki Max Henius (1859–1935) był duńsko–amerykańskim biochemikiem, a prababka jego matki była siostrą historyka Johana Ludviga Heiberga (1854–1928). Miał dwóch starszych przyrodnich braci ze strony ojca – Bruce’a i Davida oraz jednego młodszego brata przyrodniego ze strony matki – Michaela Bowena.
Dzieciństwo Carradine miał trudne. Jego ojciec nadużywał alkoholu, a matka cierpiała na zaburzenia urojeniowe. Jego rodzice rozwiedli się w 1957, gdy miał osiem lat. Gorzka bitwa doprowadziła, że ojciec zyskał prawa do opieki nad nim i jego dwoma braćmi – starszym Christopherem Johnem (ur. 1947) i młodszym Robertem Reedem (ur. 1954); wcześniej spędzili trzy miesiące w domu dziecka. Matki nie można było zobaczyć przez osiem lat.
Po ukończeniu szkoły średniej Hollywood High School w Hollywood, w 1967 studiował teatr na Colorado State University w Fort Collins w Kolorado. Porzucił naukę po pierwszym semestrze i powrócił do Kalifornii, do starszego przyrodniego brata – Davida, który zachęcił go do rozpoczęcia kariery aktorskiej, opłacił jego lekcje aktorstwa i zajęcia wokalne, i pomógł mu zdobyć agenta.

### Kariera
W 1968 zadebiutował na scenie Broadwayu jako Claude w musicalu Hair. W 1970 pojawił się także na Florydzie u boku swojego ojca w spektaklu Tobacco Road.
Karierę ekranową rozpoczął od występu w dwóch westernach – McCabe i pani Miller (McCabe & Mrs. Miller, 1971) w reż. Roberta Altmana z udziałem Warrena Beatty i Julie Christie oraz Pojedynek rewolwerowców (A Gunfight, 1971) z Kirkiem Douglasem, a także serialu–westernie NBC Bonanza (1971). W serialu Kung Fu (1972) zagrał nastoletniego Kwai Chang Caine’a u boku przyrodniego brata Davidem Carradine’em.
Skomponowana przez niego piosenka „I’m Easy” z dramatu muzycznego Roberta Altmana Nashville (1975) stała się popularnym hitem i została uhonorowana nagrodą Oscara i Złotego Globu, a album z muzyką z filmu zdobył nominację do nagrody Grammy.
W sensacyjnym dramacie wojennym Ridleya Scotta Pojedynek (The Duellists, 1977) z Harveyem Keitelem zagrał porucznika Armanda d’Huberta. W kontrowersyjnym dramacie historycznym Ślicznotka (Pretty Baby, 1978) z Susan Sarandon i Brooke Shields zagrał postać fotografa Ernesta J. Bellocqa uwikłanej w romans z 12–latką. W komedii romantycznej Michaela Ritchie Romans prawie doskonały (An Almost Perfect Affair, 1979) z Monicą Vitti i Rafem Vallone wcielił się w początkującego reżysera Hala Raymonda.
W 1979 wystąpił w roli Orfeusza w produkcji off-Broadwayowskiej Obudź się, czas iść spać (Wake Up, It’s Time to Go to Bed).
Jako samotnik „Foxy” Funderburke odpowiedzialny za morderstwa młodych włóczęgów i autostopowiczów w serialu CBS Chiefs (1983) z Charltonem Hestonem był nominowany do Nagrody Emmy. Wystąpił w teledysku Madonny do piosenki „Material Girl” (1984) w reżyserii Mary Lambert. Znalazł się w obsadzie melodramatu Andrieja Konczałowskiego Kochankowie Marii (Maria’s Lovers, 1985), który ukazuje dramatyczne skutki wojny, a także obrazuje sytuację imigrantów w powojennej Ameryce. Za rolę Dzikiego Billa Hickocka w serialu Deadwood (2004) zdobył nominację do Nagrody Satelity.
W 1991 powrócił na Broadway w roli Willa Rogersa w musicalu Will Rogers Follies, za którą był nominowany do Tony Award i nagrody Drama Desk. W 2010 zdobył nominację do nagrody teatralnej Lucille Lortel za rolę Baylora w sztuce Sama Sheparda Kłamstwo umysłu w reż. Ethana Hawke’a z Joshem Hamiltonem i Laurie Metcalf. W 2013 jako JD Drew w broadwayowskim musicalu Hands on a Hardbody był nominowany do Tony Award i nagrody Drama Desk.
W 2012 Carradine użyczył swojego głosu do gry Hitman: Rozgrzeszenie (Hitman: Absolution) jako główny antagonista Blake Dexter.

## Życie prywatne
W latach 1969–1970 związany był z Shelley Plimpton, z którą ma córkę Marthę (ur. 16 listopada 1970). W latach 1974–1978 spotykał się z Cristiną Raines. 6 lutego 1982 poślubił Sandrę Will, z którą ma syna Cade’a Richmonda (ur. 19 lipca 1982) i córkę Sorel Johannah (ur. 18 czerwca 1985). Jednak od 1993 byli w separacji i po latach ich małżeństwo rozpadło się
11 maja 2000. Od 1997 związał się z Hayley DuMond, wzięli ślub 18 listopada 2006. Przyrodni brat Davida.

## Filmografia

### Filmy fabularne
- 1971: McCabe i pani Miller (McCabe & Mrs. Miller) jako kowboj
- 1971: Pojedynek rewolwerowców (A Gunfight) jako młody rewolwerowiec
- 1974: Złodzieje tacy jak my (Thieves Like Us) jako Bowie
- 1975: Nashville jako Tom Frank
- 1976: Witamy w Los Angeles (Welcome to L.A.) jako Carroll Barber
- 1977: Pojedynek (The Duellists) jako porucznik Armand d'Hubert
- 1978: Ślicznotka (Pretty Baby) jako fotograf Ernest J. Bellocq
- 1984: Kochankowie Marii (Maria's Lovers) jako Clarence Butts
- 1988: Moderniści (The Moderns) jako Nick Hart
- 1991: Zapłata (Payoff) jako Peter 'Mac' McAllister
- 1994: Andre jako Harry Whitney
- 1997: Strzały nad Saber River (Last Stand at Saber River, TV) jako Vern Kidston
- 1997: Tysiąc akrów krzywd (A Thousand Acres) jako Ty Smith
- 2002: Kim jesteś przybyszu? (Noah Weaver) jako Noah Weaver
- 2004: Balto III: Wicher zmian (Balto III: Wings of Change) jako Duke (głos)
- 2007: Podwójna tożsamość (The Death and Life of Bobby Z) jako Johnson
- 2011: Kowboje i obcy (Cowboys & Aliens) jako szeryf Taggart
- 2021: Psie pazury (The Power of the Dog) jako gubernator Edward

### Seriale TV
- 1971: Bonanza jako Ern
- 1972–1973: Kung Fu jako Middle Caine
- 2002: Frasier jako Carl (głos)
- 2003: Spider-Man: The New Animated Series jako Jonah Jameson (głos)
- 2003: Star Trek: Enterprise jako kapitan A.G. Robinson
- 2004: Deadwood (serial telewizyjny) jako Dziki Bill Hickock
- 2007: Zabójcze umysły (Criminal Minds) jako Frank Breitkopf
- 2007–2009: Dexter (serial telewizyjny) jako agent specjalny Frank Lundy
- 2008: Wzór (serial telewizyjny) (Numbers) jako Carl McGowan
- 2008: Miasto gniewu (Crash) jako Owen
- 2009: Prawo i porządek (Law & Order) jako Martin Garvik
- 2009: Dollhouse jako Matthew Harding
- 2009: Układy (Damages) jako Julian Decker
- 2010: Teoria wielkiego podrywu (The Big Bang Theory) jako Wyatt
- 2014: Dorastająca nadzieja (Raising Hope) jako Colt Palomino
- 2014: The Following jako Barry
- 2014: Agenci NCIS jako Mannheim Gold
- 2014: Fargo (serial telewizyjny) jako Lou Solverson
- 2014-: Madam Secretary jako prezydent Conrad Dalton
- 2015: Teoria wielkiego podrywu (The Big Bang Theory) jako Wyatt

## Dyskografia
- 1976: I'm Easy
- 1978: Lost & Found
- 1992: Annie Oakley
- 1995: Little Miss Sure Shot: The Story of Annie Oakley
- 2004: I'm Easy/Lost And Found
- 2005: I'm Easy (wersja japońska)